# 職業訓練指導員 (森林環境保全科)
職業訓練指導員 (森林環境保全科)（しょくぎょうくんれんしどういん しんりんかんきょうほぜんか）は、職業訓練指導員免許のうちの1つ。厚生労働省管轄。

## 受験資格
職業訓練指導員免許の受験資格と試験免除を参照。造園技能士の保有者など。

## 試験科目

### 学科試験
1. 指導方法（職業訓練原理、教科指導法、訓練生の心理、生活指導及び職業訓練関係法規）
2. 関連学科
  1. 系基礎学科
    1. 森林管理（樹木、測量法及び測樹法、森林管理、関係法規）
    2. 林業機械（林業機械の種類及び構造、操作法）
    3. 安全衛生（安全管理、衛生管理）

  2. 専攻学科
    1. 森林環境保全（森林空間利用、森林土木施工法、森林環境保全）
    2. 林業機械作業法（林業機械の点検及び整備法、作業システム）

### 実技試験
1. 森林環境保全